# Pyrinia iquitata
Pyrinia iquitata är en fjärilsart som beskrevs av Charles Oberthür 1912. Pyrinia iquitata ingår i släktet Pyrinia och familjen mätare. Inga underarter finns listade.